# John Getz

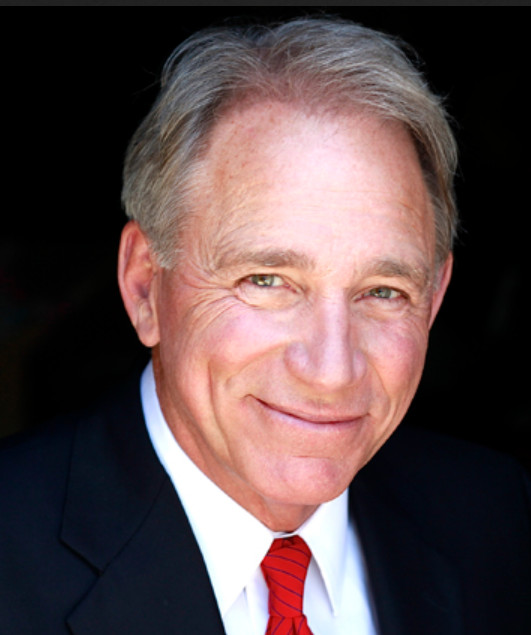
John Getz (2018)

John Getz (* 15. Oktober 1946 in Davenport, Iowa) ist ein US-amerikanischer Schauspieler.

## Leben und Karriere
John Getz wuchs an der Grenze zwischen Iowa und Illinois am Mississippi River als eines von vier Geschwistern auf. Er wirkte während seines Studiums an der University of Iowa an einigen Amateur-Theaterproduktionen mit und zog anschließend nach San Francisco, um Schauspielerei am dortigen American Conservatory Theater zu studieren. In der Folge arbeitete er einige Jahre als Theaterschauspieler in Kalifornien. Getz siedelte nach New York über, wo er unter anderem in Broadway-Produktionen, in einem Kindertheater sowie in Shakespeare-Produktionen des Lincoln Centers spielte. In diese Zeit fielen auch seine ersten Rollen im US-Fernsehen.
Seit 1974 stand Getz für bereits über 130 Film- und Fernsehproduktionen vor der Kamera. Sein Debüt machte er in dem Fernseh-Tierhorrorfilm Killer Bees an der Seite von Gloria Swanson, Edward Albert und Kate Jackson. Im Anschluss spielte er für eineinhalb Jahre die Rolle des Architekten Neil Johnson in der erfolgreichen Seifenoper Another World. Er spielte später noch Hauptrollen in mehreren Serien, die allerdings alle relativ schnell abgesetzt wurden – so auch die Krimireihe MacGrouder and Loud von 1985, in der er und Kathryn Harrold ein verheiratetes Polizisten-Ehepaar mimten. Das erste Mal im Kino war John Getz 1975 an der Seite von Lynn Redgrave in The Happy Hooker, einer Komödie über ein Callgirl, in einer kleinen Rolle zu sehen.
Einem breiten Publikum wurde John Getz erstmals bekannt durch seine Hauptrolle im Thriller Blood Simple – Eine mörderische Nacht (1984), dem Erstlingswerk von Ethan und Joel Coen. Er verkörperte den Liebhaber von Frances McDormands Figur, der durch Ungeschick und Pech in ein tödliches Netz voller Intrigen gerät. Anschließend spielte er unter anderem den Wissenschaftsjournalisten Stathis Borans in David Cronenbergs Horrorfilm Die Fliege (1986) sowie der Fortsetzung Die Fliege 2 (1989). Im Jahr 1987 siedelte Getz von New York nach Los Angeles um, wonach er sich hauptsächlich der Arbeit in Film und Fernsehen zuwandte. Für David Fincher stand er in kleineren Nebenrollen in dessen Filmen Zodiac – Die Spur des Killers (2007) und The Social Network (2010) vor der Kamera. In der 2013 veröffentlichten Filmbiografie Jobs über den Apple-Gründer Steve Jobs verkörperte er den Vater der Titelfigur. In den 2010er-Jahren war Getz in wiederkehrenden Nebenrollen in mehreren bekannten Fernsehserien zu sehen, so als US-Außenminister in vier Folgen von Homeland, als Vater der von Abigail Spencer gespielten Hauptfigur der Serie Timeless und als korrupter Polizeikommissar in Bosch.
John Getz war von 1987 bis zur Scheidung 1996 mit der Autorin Grace McKeaney verheiratet, sie haben eine gemeinsame Tochter, die Kamerafrau Hannah Getz.

## Filmografie (Auswahl)

### Kino
- 1975: The Happy Hooker
- 1981: Tattoo – Jede große Liebe hinterläßt ihre Spuren (Tattoo)
- 1984: Blood Simple – Eine mörderische Nacht (Blood Simple)
- 1984: Nachts werden Träume wahr (Thief of Hearts)
- 1986: Die Fliege (The Fly)
- 1989: Die Fliege 2 (The Fly II)
- 1989: Geboren am 4. Juli (Born on the Fourth of July)
- 1990: Men at Work
- 1991: Fast Food Family (Don’t Tell Mom the Babysitter’s Dead)
- 1991: Curly Sue – Ein Lockenkopf sorgt für Wirbel (Curly Sue)
- 1996: Nichts als Trouble mit den Frauen (Mojave Moon)
- 1997: Die Leiche im Kofferraum (Painted Hero)
- 1998: Alles nur Sex (Some Girl)
- 2000: Kidnapped – Tödlicher Sumpf (Held for Ransom)
- 2004: A Day Without a Mexican
- 2007: Nanking
- 2007: Zodiac – Die Spur des Killers (Zodiac)
- 2008: Superhero Movie
- 2010: The Social Network
- 2011: Elevator
- 2013: Jobs
- 2015: The Perfect Guy
- 2015: Trumbo
- 2016: Certain Women
- 2019: Body at Brighton Rock
- 2023: The Dead Don’t Hurt

### Fernsehen
- 1974: Killer Bees (Fernsehfilm)
- 1974–1975: Another World (Seifenoper)
- 1977: Rafferty (11 Folgen)
- 1977: Wonder Woman (Folge I Do, I Do)
- 1978: Barnaby Jones (Folge The Scapegoat)
- 1984: Suzanne Pleshette Is Maggie Briggs (5 Folgen)
- 1985: MacGruder and Loud (14 Folgen)
- 1987: Mariah (7 Folgen)
- 1990: Murphy Brown (Folge Bob & Murphy & Ted & Avery)
- 1995/1996: Mord ist ihr Hobby (Murder, She Wrote; 2 Folgen)
- 1995–1996: Ned & Stacey (6 Folgen)
- 1996: Ich begehre deinen Sohn (A Friend's Betrayal; Fernsehfilm)
- 1998–1999: Maggie (19 Folgen)
- 1999: JAG – Im Auftrag der Ehre (Folge Psychic Warrior)
- 2000/2014: CSI: Vegas (2 Folgen)
- 2003: CSI: Miami (Folge Dead Woman Walking)
- 2003: Die himmlische Joan (Joan of Arcadia, 6 Folgen)
- 2004–2006: King of Queens (3 Folgen)
- 2006: Cold Case – Kein Opfer ist je vergessen (Folge Superstar)
- 2006: The West Wing – Im Zentrum der Macht (2 Folgen)
- 2008: How I Met Your Mother (Folge Miracles)
- 2008: Mad Men (Folge The New Girl)
- 2008: Grey’s Anatomy (Doppelfolge Dream a Little Dream of Me)
- 2008: Prison Break (Folge The Sunshine State)
- 2009: Criminal Minds (Folge Pleasure Is My Business)
- 2010, 2024: Navy CIS (2 Folgen)
- 2013: Law & Order: New York (Folge Military Justice)
- 2014: Bones – Die Knochenjägerin (Folge The Heiress in the Hill)
- 2014–2017: Homeland (4 Folgen)
- 2016: Aquarius (4 Folgen)
- 2016–2017: Grace and Frankie (3 Folgen)
- 2016–2017: Transparent (4 Folgen)
- 2016–2018: Timeless (9 Folgen)
- 2017: Better Call Saul (2 Folgen)
- 2017–2018: Bosch (13 Folgen)
- 2018: American Horror Story (2 Folgen)
- 2018–2020: Dirty John (5 Folgen)
- 2020–2021: Doom Patrol (4 Folgen)
- 2022–2023: Alaska Daily (4 Folgen)
- 2023: The Last of Us (2 Folgen)
- 2023: Eine verhängnisvolle Affäre (Fatal Attraction, Miniserie, 4 Folgen)
- 2024: Undercover im Seniorenheim (A Man on the Inside, 7 Folgen)